# Konstantinov forum (Konstantinopel)
Konstantinov foum (Grško: Φόρος Κωνσταντίνου), je bil zgrajen pri ustanovitvi Konstantinopla ali Novega Rima takoj zunaj stare grške kolonije Bizantija. Predstavljal je središče novega mesta skozi katerega je potekala glavna ulica Mese Hodos (ali Egnatija).
Trg je bil okrogle oblike in je imel na vsaki strani kjer je skozi potekala glavna cesta monumentalen slavolok. Na sredi trga je bil postavljen Konstantinov steber; ta je ohranjen do danes. Forum je ostal v rabi in svoji prvotni klasični antični obliki do leta 1204, ko so ga izropali v četrtem križarskem pohodu. Na severni strani foruma je bila glavna mestna senatska hiša, ki je bila rotunda s pročeljem; v obliki je spominjala na panteon v Rimu. Iz virov vemo, da je bil forum okrašen s številnimi antičnimi kipi in okrasjem; kipi so bili po izropanju v 4. križarskem pohodu pretaljeni za izdelavo križarskega orožja.